# Diktys (Kentaur)

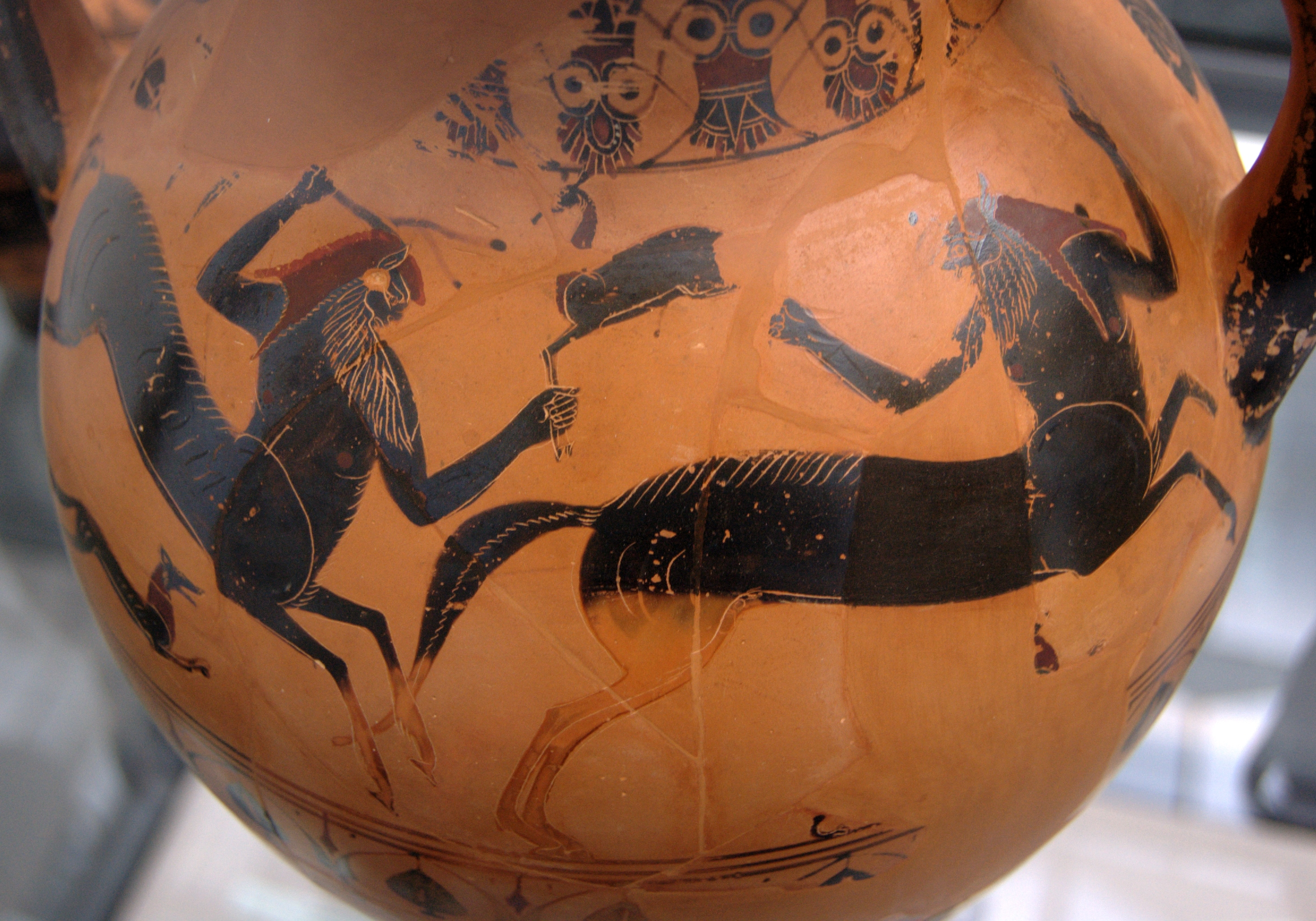
Amphore, 6. Jh. v. Chr., jagende Kentauren.

Diktys ist ein Kentaur der griechischen Mythologie. In der Kentauromachie auf der Hochzeit des Lapithen Peirithoos flieht er vor diesem und kommt durch Sturz auf einen spitzen Baumstumpf zu Tode. Einzige Quelle sind Ovids Metamorphosen.

## Name
Er kommt aus dem griechischen Δίκτυς, Díktys, lateinisch Dictys, „ein Jägername wie ... Δίκτυννα, Díktynna, der bekannte Beiname der Artemis.“ Diktynna ist „die Jägerin mit dem Garn“, also eine, die mit dem Netz jagt.
Das männliche Pendant Diktys ist der „Netzmann“, der ebenfalls in Wald und Wasser jagt. Der Name gehört damit zu den anthropomorphen Kentaurennamen, die ihren „kriegerischen Sinn, Kampf- und Jagdlust andeuten“, denn die Kentauren sind zu „Halbmenschen geworden, die Kampf und Jagd lieben.“

## Mythos
Ovid lässt Nestor vor Troja die Kentaurenschlacht erzählen, war er doch selbst dabei;
Peirithoos, der Bräutigam, habe in den Kampf eingegriffen, zuerst den Petraios, dann den Lykos und Chromis getötet, um sich schließlich zwei weitere Kentauren, den Helops und Dictys vorzunehmen:
„Aber die beiden (Lykos und Chromis) schafften geringeren Ruhm dem Sieger als Dictys und Helops. Helops sank von dem Spieß ... Dictys, der von des Bergs unsicherer Spitze hinabglitt, während er zitternd entfloh vor dem drängenden Sohn des Ixion (Peirithoos), stürzt in die Tiefe hinab und zerbricht mit der Schwere des Leibes eine gewaltige Esch und bezieht mit Gedärmen den Baumstumpf.
Dictys hat Angst (trepidans), flieht (fugit) vor dem ihn „bedrängenden“ (instantem) Peirithoos , rutscht (delapsus) am Hang ab, reißt einen Baum (ornum, Esche) um und spießt am stehengebliebenen Stumpf seine Eingeweide auf (induit ilia). Ovid fügt damit – variatio delectat – eine weitere Todesart im variantenreichen Gemetzel der Kentauromachie hinzu. Dieser „unrühmliche“ Tod des Dictys steigert den „Ruhm“ des Helden, gehen die Kentauren doch schon aus Angst vor ihm zu Grunde.
Doch auch Dictys wird von Ovid mythologisch geadelt, sein Tod wird ausgemalt und er setzt sich so nicht nur mit seinem Namen, sondern auch mit seinem makabren Todessturz von der Herde ab.

## Quelle
- Ovid, Metamorphosen 12, 333–340, Wikisource.